# Woroblin
Woroblin (przed 1 stycznia 1990 Wróblin) – wieś w Polsce położona w województwie lubelskim, w powiecie bialskim, w gminie Janów Podlaski.
W latach 1975–1998 miejscowość administracyjnie należała do województwa bialskopodlaskiego.
Wieś jest sołectwem w gminie Janów Podlaski. Według Narodowego Spisu Powszechnego z roku 2011 wieś liczyła 97 mieszkańców.
Wierni Kościoła rzymskokatolickiego należą do parafii św. Apostołów Piotra i Pawła w Pratulinie.